# Ellen van Dijk
Ellen van Dijk, född 11 februari 1987 i Harmelen är en professionell nederländsk ban- och landsvägcyklist. Hon deltog i cyklingtävlingarna vid olympiska sommarspelen 2012.

### Fotnoter
1. ↑   London2012.com; Ellen van Dijk @London 2012stran; Tillgänglig 03-09-12